# Tiertransportbox

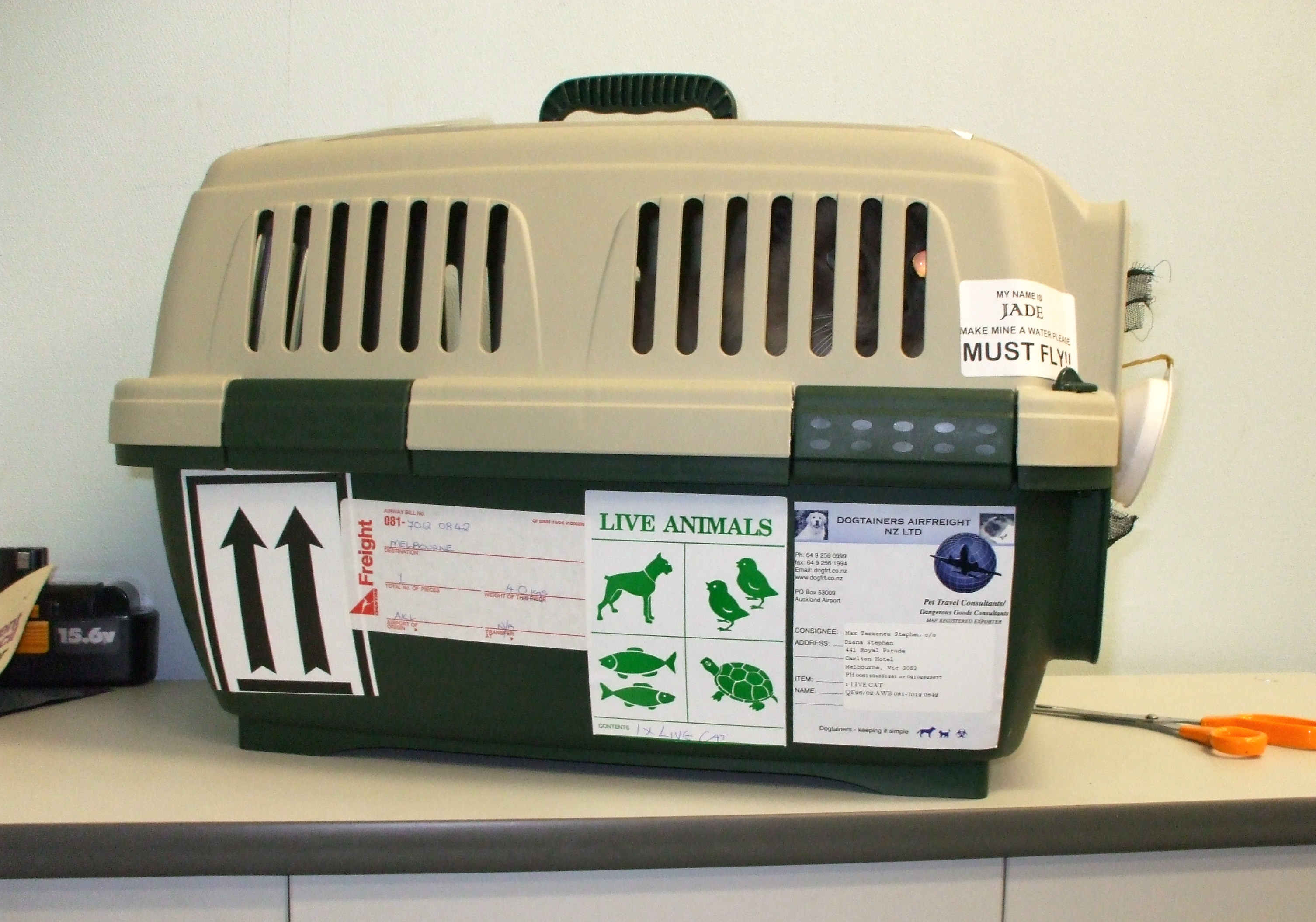
Für Luftreisen geeignete Tiertransportbox aus Kunststoff

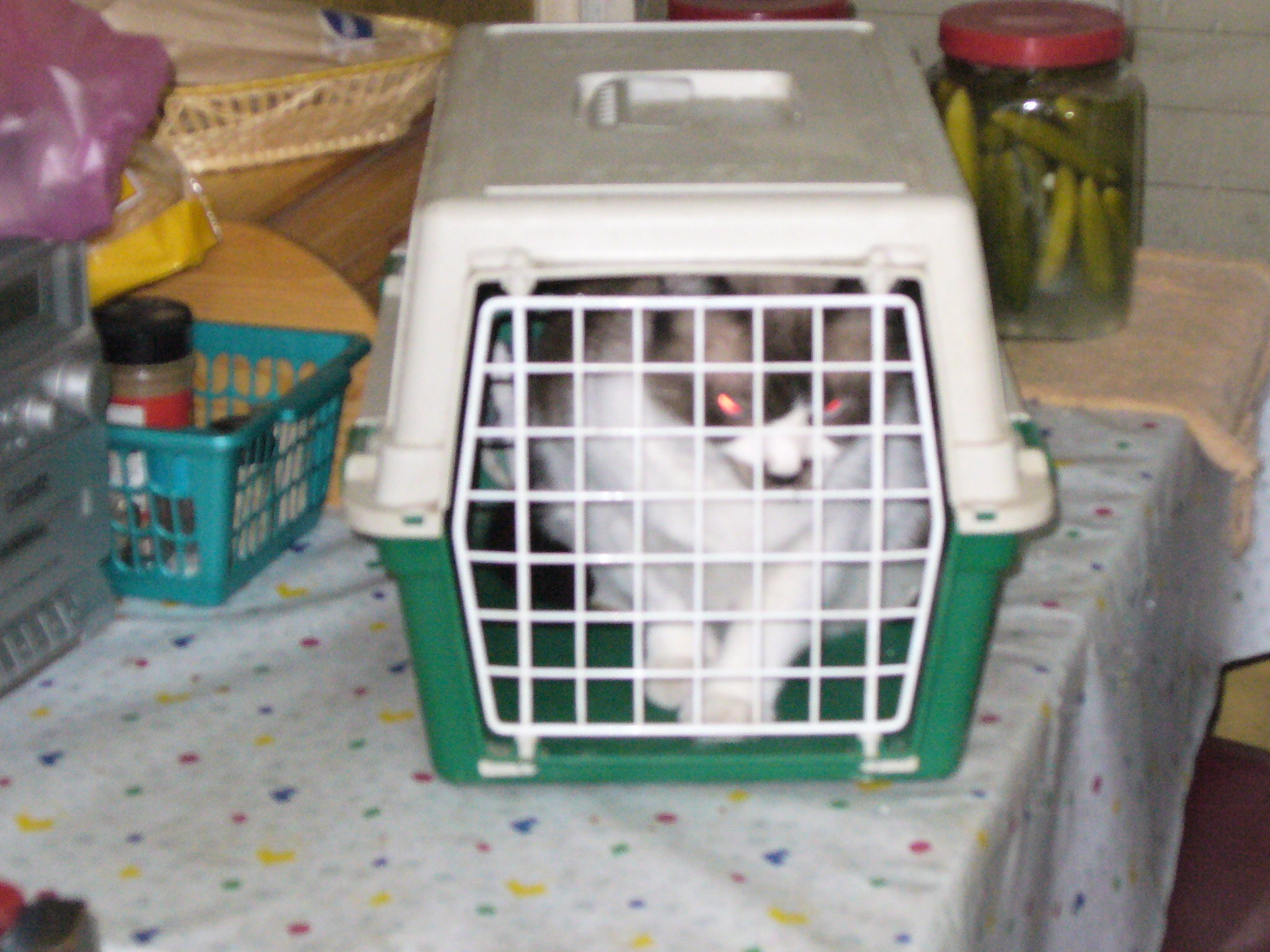
Katze in Transportbox

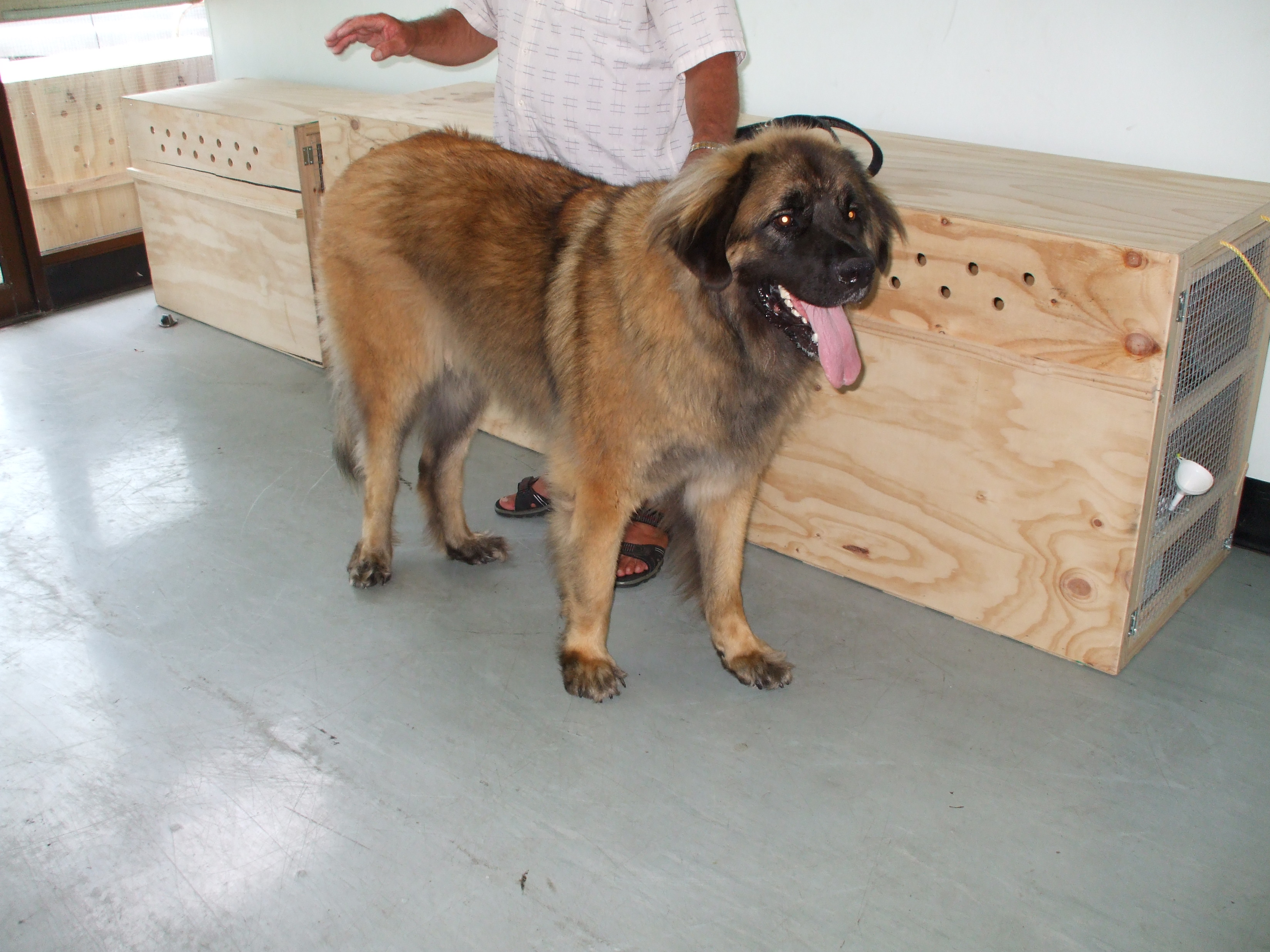
Hundetransportbox aus Holz

Eine Tiertransportbox (auch Kennel, Hundebox oder Hundekäfig genannt) ist ein Behältnis, das als sicheres Transporthilfsmittel für Haustiere (vor allem Hunde und Katzen) verwendet wird.

## Material und Aufbau
Tiertransportboxen gibt es falt-, steck- und klappbar sowie als starre, stabilere Box oder auch als Schaumstoffvarianten. Faltbare Boxen bestehen oft aus einfachem und flexiblem Material wie Kunststoff, Textilmaterialien und Folien und werden vornehmlich für den Transport kleiner Haustiere wie Katzen und kleineren Hunden verwendet. Steck- und klappbare Boxen sind stabiler und bestehen meist aus Kunststoff oder Aluminium. Starre Transportboxen aus Stahl oder Aluminium stellen die stabilsten Tiertransportboxen dar und werden oft für den Transport großer Hunde verwendet. Transportboxen aus Schaumstoff, oder auch Hunde-Autositze, sind dafür ausgelegt in Notsituationen die Aufprallenergie des Hundes aufzunehmen und damit auch im Sinne des Tierwohls das Verletzungsrisiko für den Hund zu reduzieren, ähnlich der Knautschzone des Autos und den Rückhaltemechanismen des Sicherheitsgurts und des Airbags.

## Platzierung und Befestigung
Während des Transports im Auto werden Tiertransportboxen an dafür vorgesehenen Ösen, Haken und Spanngurten entweder in einem zur Fahrgastzelle hin offenen Kofferraum oder auf der Rücksitzbank mit dem Autogurt befestigt. Teilweise sind Käfige mit Gitterstangen auch fest in den Kofferraum montiert oder mit wenigen Handgriffen einfach herausnehmbar um auch außerhalb des Autos genutzt werden zu können.

## Gesetzliche Vorschriften

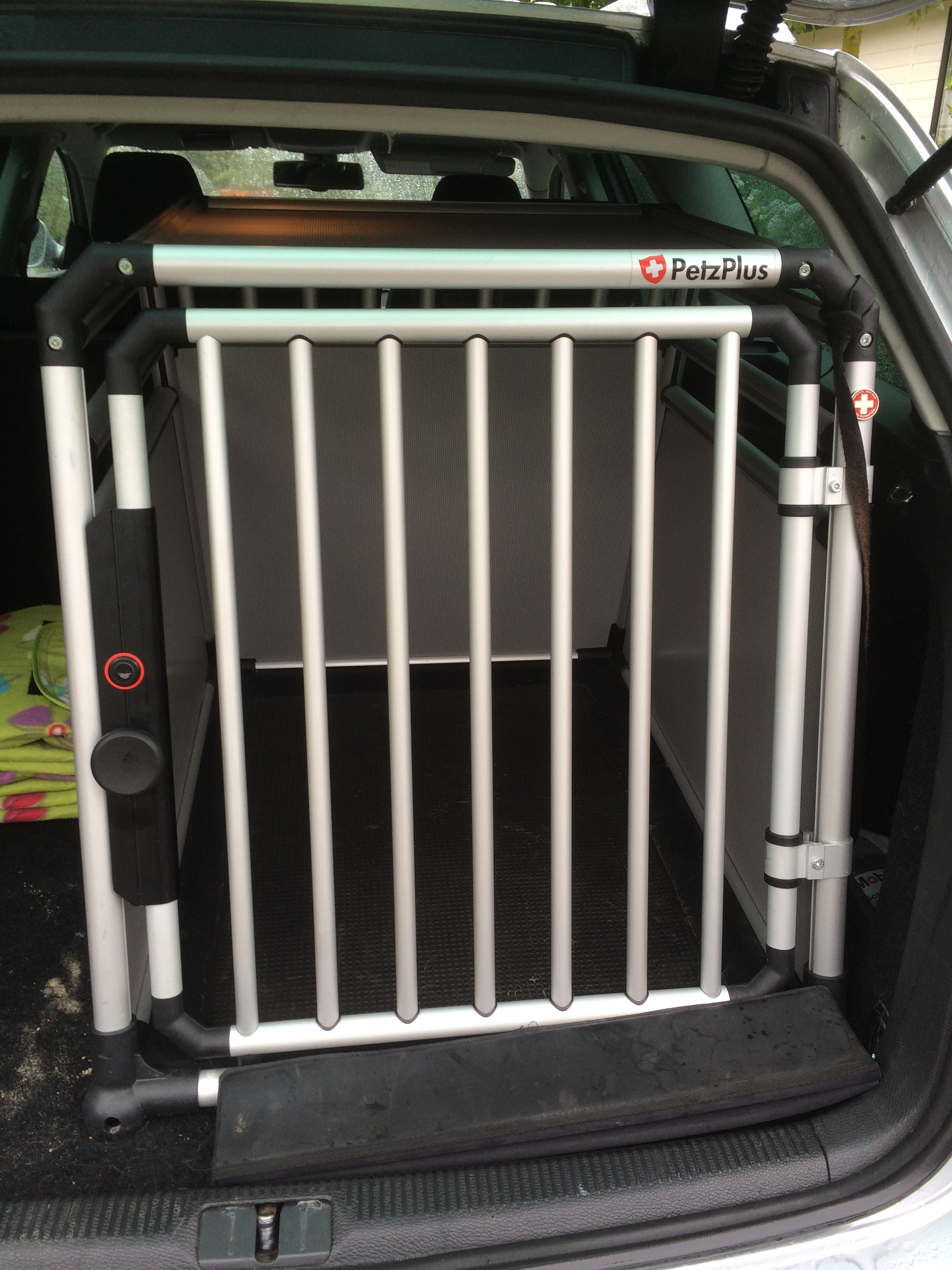
Hundebox in einem PKW

Im Falle eines Autounfalls droht die Gefahr, dass ein ungesichertes Tier bei einem Aufprall nach vorne geschleudert wird und so Fahrer und Beifahrer durch sein Eigengewicht verletzt. In Deutschland droht ein Verwarnungs- oder Bußgeld, falls ein Tier nicht sicher transportiert wurde, da nach § 23 der Straßenverkehrsordnung der Fahrer eines Fahrzeuges dafür verantwortlich ist, dass die Verkehrssicherheit des Fahrzeuges durch die Ladung (auch Tiere) nicht beeinträchtigt wird. Damit gelten für Tiere im Auto die Ansprüche der Ladungssicherung.
Für den Transport von Haustieren in Flugzeugen gelten gesonderte Vorschriften, nämlich die Live Animals Regulations der International Air Transport Association. So ist eine angemessene Größe und Stabilität der Box und je nach Fluglänge auch die Verfügbarkeit einer Tränke vorgegeben. Je nach Fluggesellschaft können kleinere Transportboxen als Kabinengepäck mitgenommen werden, größere Boxen werden grundsätzlich im klimatisierten Frachtraum befördert.